# 2018-as magyar fedett pályás atlétikai bajnokság
A 2018-as magyar fedett pályás atlétikai bajnokság a 44. bajnokság volt, melyet február 17. és február 18. között rendeztek Budapesten, a BOK Sportcsarnokban. A többpróba számait február 10–11-én a BOK Sportcsarnokban, a súlylökést február 24-én Szombathelyen tartották.

## Naptár
Az ob eseményei helyi idő szerint (UTC +01:00):
| február 17. | február 17.            | február 18. | február 18.            |
| Idő         | Esemény                | Idő         | Esemény                |
| ----------- | ---------------------- | ----------- | ---------------------- |
| 14:50       | megnyitó               | 16:55       | 60 m gát női (ief)     |
| 15:00       | 60 m női (ief)         | 13:30       | rúdugrás férfi         |
| 15:00       | rúdugrás női           | 13:30       | hármasugrás női        |
| 15:00       | hármasugrás férfi      | 13:30       | 60 m gát férfi (ief)   |
| 15:15       | 60 m férfi (ief)       | 13:45       | 3000 m gyaloglás női   |
| 15:35       | 5000 m gyaloglás férfi | 14:00       | 60 m gát női (döntő)   |
| 16:10       | 60 m női (B-A döntő)   | 14:30       | 60 m gát férfi (döntő) |
| 16:20       | 60 m férfi (B-A döntő) | 14:45       | 200 m női (if.)        |
| 16:35       | 1500 m női (if.)       | 15:00       | távolugrás férfi       |
| 16:35       | távolugrás női         | 15:10       | 200 m férfi (if.)      |
| 16:45       | 1500 m férfi (if.)     | 15:15       | magasugrás női         |
| 16:45       | magasugrás férfi       | 15:15       | 800 m női (if.)        |
| 17:00       | 400 m női (if.)        | 15:40       | 800 m férfi (if.)      |
| 17:20       | 400 m férfi (if.)      | 15:50       | 3000 m női (if.)       |
| 17:20       | 400 m férfi (if.)      | 16:00       | 3000 m férfi (if.)     |
| 17:20       | 400 m férfi (if.)      | 16:15       | 4 × 400 m női (if.)    |
| 17:20       | 400 m férfi (if.)      | 16:40       | 4 × 400 m férfi (if.)  |

____
Magyarázat:
• if = időfutam • ief = előfutam

## Eredmények

### Férfiak
| Versenyszám      | Arany                                                                  | Arany    | Ezüst                                                               | Ezüst    | Bronz                                                     | Bronz    |
| ---------------- | ---------------------------------------------------------------------- | -------- | ------------------------------------------------------------------- | -------- | --------------------------------------------------------- | -------- |
| 60 m             | Szabó Dániel ARAK UP Akadémia                                          | 6,73     | Sipos János Szolnoki MÁV-SE                                         | 6,73     | Boros Bence Szolnoki MÁV-SE                               | 6,82     |
| 200 m            | Máté Tamás Budapesti Honvéd                                            | 21,53    | Szabó László FTC                                                    | 21,66    | Bézsenyi Gergely GEAC                                     | 21,98    |
| 400 m            | Együd Máté TFSE                                                        | 48,60    | Szabó László FTC                                                    | 48,66    | Kemény Dávid Vasas                                        | 48,79    |
| 800 m            | Vindics Balázs UTE                                                     | 1:53,66  | Kazi Tamás DSC-SI                                                   | 1:54,37  | Süli Richárd Gyulasport                                   | 1:54,55  |
| 1500 m           | Kazi Tamás DSC-SI                                                      | 3:49,33  | Kovács Benjámin Budapesti Honvéd                                    | 3:51,61  | Vindics Balázs UTE                                        | 3:51,94  |
| 3000 m           | Kovács Benjámin Budapesti Honvéd                                       | 8:10,20  | Tábor Miklós Békéscsabai AC                                         | 8:14,33  | Juhász Balázs DSC-SI                                      | 8:16,78  |
| 60 m gát         | Baji Balázs Budapesti Honvéd                                           | 7,60     | Szeles Bálint Egri Sportiskola SE                                   | 8,00     | Eszes Dániel Dunakeszi VSE                                | 8,12     |
| 4 × 400 m váltó  | Galambos Martin Sárközi Dominik Ecker Tamás Boda Boldizsár Haladás VSE | 3:22,09  | Török Amadeus Arthur Nás Andor Attila Kelemen Bence Együd Máté TFSE | 3:23,63  | Farkas Máté Koós Erik Elek Szabó Milán Kemény Dávid Vasas | 3:25,62  |
| 5000 m gyaloglás | Venyercsán Bence Budapesti Honvéd                                      | 20:28,15 | Tokodi Dávid FTC                                                    | 21:39,56 | Kovács Soma MVSI                                          | 21:58,07 |
| magasugrás       | Bakosi Péter NYSC                                                      | 220 cm   | Agárdi Péter Budapesti Honvéd                                       | 212 cm   | Jankovics Dániel BSC                                      | 204 cm   |
| rúdugrás         | Simonváros Csanád GEAC                                                 | 510 cm   | Böndör Dániel AC Bonyhád                                            | 500 cm   | Mihály Ádám GEAC                                          | 470 cm   |
| távolugrás       | Galambos Tibor FTC                                                     | 7,50 m   | Salamon András TSC-Geotech                                          | 7,39 m   | Szabó László FTC                                          | 7,27 m   |
| hármasugrás      | Galambos Tibor FTC                                                     | 15,66 m  | Szenderffy Dániel Dunakeszi VSE                                     | 15,01 m  | Prekli Zoltán FTC                                         | 14,89    |
| súlylökés        | Rakovszky Tibor Maximus SE                                             | 17,39 m  | Kürthy Lajos Mohácsi TE                                             | 17,04 m  | Detrik Balázs Ikarus BSE                                  | 16,62 m  |
| hétpróba         | Raffai Péter Gödöllői EAC                                              | 4814     | Kriszt Botond Gödöllői EAC                                          | 4527     | Tóth Zsombor Gödöllői EAC                                 | 4261     |

### Nők
| Versenyszám      | Arany                                                             | Arany    | Ezüst                                                  | Ezüst     | Bronz                                                                | Bronz    |
| ---------------- | ----------------------------------------------------------------- | -------- | ------------------------------------------------------ | --------- | -------------------------------------------------------------------- | -------- |
| 60 m             | Nguyen Anasztázia MTK                                             | 7,38     | Schmelcz Fanny Budapesti Honvéd                        | 7,46      | Hajdú Lotti Szolnoki MÁV-SE                                          | 7,63     |
| 200 m            | Nádházy Evelin GEAC                                               | 24,44    | Hajdú Lotti Szolnoki MÁV-SE                            | 24,75     | Molnár Janka Budafoki MTE                                            | 24,76    |
| 400 m            | Nádházy Evelin GEAC                                               | 54,54    | Molnár Janka Budafoki MTE                              | 54,78 IOR | Tóth Rebeka UTE                                                      | 57,12    |
| 800 m            | Kószás Kriszta TSC-Geotech                                        | 2:07,94  | Ohn Kinga BEAC                                         | 2:10,68   | Erdélyi Katinka Győri AC                                             | 2:10,79  |
| 1500 m           | Gyürkés Viktória Ikarus BSE                                       | 4:21,49  | Kószás Kriszta TSC-Geotech                             | 4:26,40   | Ohn Kinga BEAC                                                       | 4:30,97  |
| 3000 m           | Gyürkés Viktória Ikarus BSE                                       | 9:20,87  | Böhm Lilla Budapesti Honvéd                            | 9:30,86   | Mógor Boglárka Budapesti Honvéd                                      | 9:44,82  |
| 60 m gát         | Kerekes Gréta DSC-SI                                              | 8,07     | Kozák Luca DSC-SI                                      | 8,09      | Sorok Klaudia Győri AC                                               | 8,29     |
| 4 × 400 m váltó  | Répási Petra Csernyánszky Sára Zsíros Zsanett Nádházy Evelin GEAC | 3:52,33  | Kéri Bettina Hadnagy Zsóka Göncz Anna Kéri Bianka SVSE | 3:53,00   | Rapai Fanni Szőke-Kiss Anna Urbán Zita Finta Sára Katalin Ikarus BSE | 3:59,45  |
| 3000 m gyaloglás | Kovács Barbara Békéscsabai AC                                     | 13:59,44 | Zahorán Petra Békéscsabai AC                           | 14:58,31  | Komoróczy Laura Budapesti Honvéd                                     | 15:06,35 |
| magasugrás       | Renner Luca GEAC                                                  | 177 cm   | Krizsán Xénia MTK                                      | 174 cm    | Fekete Fédra Reménység Vác                                           | 174 cm   |
| rúdugrás         | Siskó Zsófia ARAK UP Akadémia                                     | 400 cm   | Szabó Diana MTK                                        | 380 cm    | Klekner Hanga DSC-SI                                                 | 380 cm   |
| távolugrás       | Nguyen Anasztázia MTK                                             | 6,26 m   | Lesti Diana KARC                                       | 6,22 m    | Farkas Petra Dunakeszi VSE                                           | 6,17 m   |
| hármasugrás      | Hoffer Krisztina TSC-Geotech                                      | 13,09 m  | Hargitai Vanda BSC                                     | 12,36 m   | Szabó Beatrix MTK                                                    | 12,24 m  |
| súlylökés        | Márton Anita Békéscsabai AC                                       | 18,70 m  | Veiland Violetta Zalaegerszegi AC                      | 14,95 m   | Váradi Krisztina Maximus SE                                          | 13,60 m  |
| ötpróba          | Krizsán Xénia MTK                                                 | 4583     | Zsivoczky-Farkas Györgyi Bp. Honvéd                    | 4328      | Szabó Beatrix MTK                                                    | 3928     |

____
IOR – ifjúsági országos csúcs